# Schlaf ruhig, mein Söhnchen
Schlaf ruhig, mein Söhnchen (russisch Спи спокойно, сынок Spi spokoino, synok) ist eine Erzählung der russischen Schriftstellerin Tatjana Tolstaja aus dem Jahr 1986, die 1987 in На золотом крыльце сидели… (deutsch: „Saßen auf goldenem Treppchen im Hofe...“) – einem Sammelband kürzerer Arbeiten der Autorin – im Moskauer Verlag Junge Garde (russisch Молодая гвардия / Molodaja gwardija) erschien.
Vorgetragen werden zwei Geschichten – die eines doppelten Diebstahls und die einer verzweifelten Identitätssuche.

## Inhalt
Serjosha hat in die Familie des verstorbenen Pawel Antonytsch eingeheiratet. Zusammen mit seiner Frau Lenotschka hat er einen Sohn, der noch in den Windeln liegt. Der Vater – oder auch die Mutter; so klar ist das bei dem indefiniten Erzählen Tatjana Tolstajas nicht – spricht am Textende zu dem Baby: „Schlaf ruhig, mein Söhnchen, dich trifft ja keine Schuld.“ Um die Schuld Pawel Antonytschs geht es und vor allem um die Schuld der Deutschen. Denn mit dem Krieg ist der Deutsch-Sowjetische gemeint: Serjoshas Schwiegermutter Marja Maximowna wurde 1948 auf dem Trödelmarkt der Persianer geklaut. Die Schwiegermutter schiebt der Hausangestellten Panja die Schuld in die Schuhe. Diese musste den Pelz auf dem Markt mal halten und da war er plötzlich weg. Anno 1945 hatte Pawel Antonytsch, „ein bedeutender Mann im Vielsternerang... dieses Prunkstück von einem deutschen Haken genommen“ – also in Deutschland geklaut mit der Begründung, anspielend auf die jahrelange Zerstörungswut der Wehrmacht im Westen des europäischen Russland: „Für unsere Städte und Dörfer“. Die Geschichte mit dem Persianer, die Serjosha, von der Schwiegermutter immer einmal erzählt, bald nicht mehr hören kann, ist eine Nebensache. Der Leser möchte wissen, warum der verstorbene Hausherr Pawel Antonytsch, ein verdienstvoller Militärarzt und angesehener Infektionsspezialist, nach dem Kriege „verleumdet, beleidigt, suspendiert und zwangspensioniert“ wurde, aber er erfährt es leider nicht.
Es gibt daneben eine zweite Hauptsache, hinter die der Leser nicht kommen kann: Wer ist Serjosha? Während des Angriffskrieges der Deutschen wurde ihm übel mitgespielt. Im Verlaufe dieser Kampfhandlungen war Serjosha etwa vier Jahre alt. Das ehemalige Heimkind weiß nicht einmal seinen Namen. Die Kriegserinnerungen verfolgen Serjosha noch Mitte der 1970er Jahre. Während der laufenden Handlung ist er nach wie vor auf der Suche nach Mutter und Vater. Aber er kann sie nicht finden. So muss er sie erfinden: Für Serjosha ist Panja die Mutter und Pawel Antonytsch der Vater.

## Form
Das Nebensächliche wird glasklar beschrieben, die oben genannten Hauptsachen bleiben jedoch im Dunkeln, weil die Akteure sich in die Phantasie flüchten. Manche Vermutung des in Tagträumen gefangenen Serjosha ist ungeheuerlich. Zum Beispiel wäre nach Serjoshas Vater-Statement Lenotschka, die Mutter des Säuglings, seine Schwester. Der Tagtraum schafft sich seine eigene Realität.
Hie und da werden Surrealismen staccato präsentiert. Die Erzählerinstanz alteriert und ist nicht immer eindeutig festzumachen. Herkömmliche Regeln der Syntax und Zeichensetzung gelten wenig.

## Rezeption
- Bodo Zelinsky[10] bespricht den Text.

## Deutschsprachige Ausgaben
- Tatjana Tolstaja: Schlaf ruhig, mein Söhnchen, S. 112–131 in: Stelldichein mit einem Vogel. Erzählungen. Deutsch von Sylvia List und Hilde Angarowa. Luchterhand, Hamburg und Zürich 1989 (Sammlung Luchterhand 1010). 153 Seiten, ISBN 3-630-71010-7
- Tatjana Tolstaja: Schlaf ruhig, mein Söhnchen, S. 57–71 in: Rendezvous mit einem Vogel. Erzählungen. Aus dem Russischen von Ilse Tschörtner (enthält noch Liebe Schura. Peters. Der Fluß Okkerwil. Sonja. Der Dichter und die Muse. „Saßen auf goldenem Treppchen im Hofe...“. Der Fakir. Feuer und Staub). Volk und Welt, Berlin 1989 (Reihe Spektrum Bd. 253). 172 Seiten, ISBN 3-353-00504-8
- Tatjana Tolstaja: Schlaf ruhig, mein Söhnchen, Übersetzerin Sylvia List, S. 157–169 in: Russische Erzählungen der Gegenwart. Herausgegeben von Bodo Zelinsky, Reclam, Stuttgart 1992, RUB 8829. ISBN 3-15-008829-1 (verwendete Ausgabe)